# Rödtjärnen (Tännäs socken, Härjedalen, 693321-133402)
Rödtjärnen är en sjö i Härjedalens kommun i Härjedalen och ingår i Ljusnans huvudavrinningsområde. Sjön har en area på 0,198 kvadratkilometer och ligger 794,5 meter över havet.

## Delavrinningsområde
Rödtjärnen ingår i det delavrinningsområde (693347-133381) som SMHI kallar för Utloppet av Rödtjärnen. Medelhöjden är 809 meter över havet och ytan är 0,81 kvadratkilometer. Det finns inga avrinningsområden uppströms utan avrinningsområdet är högsta punkten. Vattendraget som avvattnar avrinningsområdet har biflödesordning 3, vilket innebär att vattnet flödar genom totalt 3 vattendrag innan det når havet efter 384 kilometer. Avrinningsområdet består mestadels av skog (76 procent). Avrinningsområdet har 0,2 kvadratkilometer vattenytor vilket ger det en sjöprocent på 24,2 procent.